# ぽけっとタマちゃん
『ぽけっとタマちゃん』はいでえいじの4コマ漫画作品。竹書房の雑誌「まんがくらぶオリジナル」（月刊）で2000年から2006年9月号まで、また「まんがライフ」（月刊）では2000年から2003年12月号まで連載されていた。
著者の約2年半の断筆期間に幕を下ろした、再デビュー作でもある。

## 作品概要
主人公の玉手川ひろこ（通称：タマ）はOL1年生。しかし、普通のOLではない。生物学的に人間であるかどうかすら不明である。その行動・言動の大胆不敵さ・常軌逸脱さは、周囲の同僚や上司を圧倒し、流血者や発狂者を続出させ、いつの間にか全てを彼女のペースに巻き込んでしまう。そんな、日常の中に潜んでいる非日常の世界がスラップスティックに描かれる（単行本第1巻では、タマの活躍を中心に描かれているが、最近では課長のパソコン音痴も重要な主題となっている）。

## 主な登場人物
玉手川ひろこ（たまてがわ ひろこ）
通称：タマ。普通の会社のOL1年生。20歳。9月2日生まれのおとめ座。
基本的に2頭身で描かれ、口に牙（犬歯?）があるのを特徴としているが、これらの外見的特徴はすべて可変である（5頭身化、巨大化、犬歯の長大化、etc...）。南里センパイと比較した場合、DNAが98％異なる。
父・母（ちさと 自称25歳→のちに自称24歳に）・祖母との4人暮らし。祖母とは全くといって良いほど同じ顔。他にも、母親の兄や、その息子（ヒデ坊）が同じ顔。
勤務先では事務らしき部署に所属しているようだが、何をやっている会社なのかは不明。中小企業らしい。
仕事の能力は皆無に近いが、頭を打ったときや、占いに従って髪型を変えてサングラスを掛けた場合、クロスワードパズルの気分転換に仕事をした場合などに、完璧な能力を発揮した事例もある。
釘バットを愛用している（ちなみに、著者の作品では武器といえば何故か釘バットの場合が多い。）。防御用としては中世西洋風の甲冑を主に使用。
体力・戦闘能力とも充分で、課長を流血させるのは日常茶飯事。1日で地球を徒歩で1周したことも。
体重は非常に軽く、風船数個で空中へと舞い上がる。
アメリカンジョークに凝っているが、全く評価されていない。
交遊関係は人間以外の生物や宇宙人など多岐にわたる。
課長一家が同じ顔であること（後述）を発見してからは、休日の大半を課長一家の観察に費やし、記録ビデオやＣＤを自主制作している。
及川センパイ（おいかわ -）
タマの同僚であり先輩。OL。22歳。入社3年目。
恋愛について非常に積極的であるにもかかわらず、男運は非常に悪い。少なくとも74回は男と別れている。携帯電話には誰からも何も掛かってこない。
運転の下手さは、日本国内で時速200kmで走行するなど、文字通り殺人的。
南里センパイ（みなさと -）
タマの同僚であり先輩。OL。
基本的に常に笑顔だが、腹の中で何を考えているのかは不明。毒舌家。
及川センパイとは逆で、モテるらしい。
根岸くん（根岸係長（ねぎし -））
タマの同僚であり先輩。牡牛座。下の名前は不明だが、妻には「たっくん」と呼ばれている。
第1巻途中で係長に昇進し、出世街道を邁進している。
仕事の能力は全登場人物中で最も有能であり、またそれを自分でも自覚している。
アメリカへのホームステイ経験があるため、タマに自作のアメリカンジョークの評価をよく頼まれる。
連載当初は独身であったが、現在は結婚している。普段は概ね冷静だが、妻のこととなると我を忘れ、痴漢はおろか、課長ですら物理的攻撃の対象となる。
妻に“クマさん柄”の可愛らしいグッズを使用することを強要され、本当は困惑しているのに「オレもクマ好きだから」と答えてしまったために、取り返しのつかない事態を招いた。
課長（佐藤正志（さとう まさし））
タマの直属の上司。うお座。
典型的な波平スタイルの頭髪を非常に気にしている。
非常に運が悪く、流血シーンも最も多い（タマが加害者でない場合も多々）。本作品世界のすべての不運を背負っているかのよう。
妻と息子（ひろし、小学生）と飼猫（ミー）との3人+1匹暮らし。妻も息子も祖先の霊もすべてが全くといって良いほど同じ顔であることが確認されており、飼猫は登場当初はタマと同じ顔だったのだが、僅か1ヶ月で課長と同じ顔に変貌した。
眼鏡は特殊なもので、蔓（ツル）が無いのに掛けることができるほか、髪の毛が豊富な人間が掛けると波平のようにアホ毛が1本飛び出る、などの機能をもつ。
可愛い猫のキャラクターグッズを愛用している（ボールペン、ハンカチ等）。
時折、オヤジギャグを発する（例「イラク戦争なのに、いらん戦争だな」）など、普通の中年男性としての特徴ももつ。
極度のパソコン音痴で、根岸係長がいくら教えても全く使えない。パソコンアレルギー症状での入院経験も。最近はそのために精神を病みつつあり、宗教団体「真理の旅団」に入信してしまった。
例
パソコンの利点を述べる家族に対し「お前ら 近代合理主義に飼いならされたブタだっ!!!」。
夢の中で強盗にパソコンで殴られ「ワシはもうダメだが これだけは聞いて欲しい。どんなに便利なモノでも時に人を傷つける…と」。
夢の中でパソコン習得に失敗し「いい加減 機械を盲信するのをやめたらどうだ？ 人間の無限の可能性をなめるなっ!!!!」。
社長
タマの勤務する会社の社長。
タマとは、昇給交渉での殺し合いから友情が芽生えた。社員旅行費用の捻出のために自ら道路工事のアルバイトをするなど、社員の意見をよく聞いているようだ。
根岸ひろこ
根岸係長の妻。二十歳。会社で受付嬢を勤める。
基本的には笑顔だが、怒ったときの表情は、夫を土下座させるほどの冷たい眼差しらしい。
夫とは数年前、生徒と家庭教師として知り合った。保健体育を実技で習ったことにより結婚に至る。
“クマさん柄”のグッズ（バッグ、マフラー、傘など）がお気に入りで、夫にも半強制的に持たせている。
大河内白山（おおごうち はくさん）
課長が入信した宗教団体「真理の旅団」の教祖。63歳。
パソコンは人間を堕落させる悪霊の仕業であると主張し、近いうちに全てのパソコンが暴走して世界が滅亡すると予言している。多数の中年男性を構成員としており、日夜、構成員にバット等を持たせ、パソコンを片っ端から破壊させている。

## 書誌情報
単行本 - 竹書房より「バンブーコミックス」として刊行されている。
- 第1巻（2002年10月27日発行） ISBN 4-8124-5714-9